# Kryzhanovskite
La kryzhanovskite è un minerale.